# Амінат Аденії
Амінат Олувафумілайо Аденії (англ. Aminat Oluwafunmilayo Adeniyi; нар. 21 квітня 1993, Акуре, штат Ондо) — нігерійська борчиня вільного стилю, триразова чемпіонка та триразова срібна призерка чемпіонатів Африки, дворазова чемпіонка Африканських ігор, чемпіонка та бронзова призерка чемпіонатів Співдружності, дворазова чемпіонка Ігор Співдружності, учасниця двох Олімпійських ігор.

## Біографія
У 2010 році стала чемпіонкою Африки серед юніорів.

## Спортивні результати на міжнародних змаганнях

### Виступи на Олімпіадах
| Змагання                    | Збірна  | Вагова категорія          | Місце |
| --------------------------- | ------- | ------------------------- | ----- |
| Літні Олімпійські ігри 2016 | Нігерія | жіноча боротьба, до 58 кг | 16    |
| Літні Олімпійські ігри 2020 | Нігерія | жіноча боротьба, до 62 кг | 16    |

### Виступи на Чемпіонатах світу
| Змагання                        | Збірна  | Вагова категорія          | Місце |
| ------------------------------- | ------- | ------------------------- | ----- |
| Чемпіонат світу з боротьби 2017 | Нігерія | жіноча боротьба, до 58 кг | 9     |
| Чемпіонат світу з боротьби 2018 | Нігерія | жіноча боротьба, до 62 кг | 17    |
| Чемпіонат світу з боротьби 2019 | Нігерія | жіноча боротьба, до 62 кг | 14    |

### Виступи на Чемпіонатах Африки
| Змагання                         | Збірна  | Вагова категорія          | Місце  |
| -------------------------------- | ------- | ------------------------- | ------ |
| Чемпіонат Африки з боротьби 2012 | Нігерія | жіноча боротьба, до 63 кг | Срібло |
| Чемпіонат Африки з боротьби 2016 | Нігерія | жіноча боротьба, до 63 кг | Золото |
| Чемпіонат Африки з боротьби 2017 | Нігерія | жіноча боротьба, до 58 кг | Золото |
| Чемпіонат Африки з боротьби 2018 | Нігерія | жіноча боротьба, до 62 кг | Золото |
| Чемпіонат Африки з боротьби 2019 | Нігерія | жіноча боротьба, до 62 кг | Срібло |
| Чемпіонат Африки з боротьби 2020 | Нігерія | жіноча боротьба, до 62 кг | Срібло |

### Виступи на Африканських іграх
| Змагання              | Збірна  | Вагова категорія          | Місце  |
| --------------------- | ------- | ------------------------- | ------ |
| Африканські ігри 2015 | Нігерія | жіноча боротьба, до 58 кг | Золото |
| Африканські ігри 2019 | Нігерія | жіноча боротьба, до 62 кг | Золото |

### Виступи на Чемпіонатах Співдружності
| Змагання                                | Збірна  | Вагова категорія          | Місце  |
| --------------------------------------- | ------- | ------------------------- | ------ |
| Чемпіонат Співдружності з боротьби 2013 | Нігерія | жіноча боротьба, до 59 кг | Золото |
| Чемпіонат Співдружності з боротьби 2017 | Нігерія | жіноча боротьба, до 62 кг | Бронза |

### Виступи на Іграх Співдружності
| Змагання                | Збірна  | Вагова категорія          | Місце  |
| ----------------------- | ------- | ------------------------- | ------ |
| Ігри Співдружності 2014 | Нігерія | жіноча боротьба, до 58 кг | Золото |
| Ігри Співдружності 2018 | Нігерія | жіноча боротьба, до 62 кг | Золото |

### Виступи на інших змаганнях
| Змагання                                                       | Збірна  | Вагова категорія          | Місце  |
| -------------------------------------------------------------- | ------- | ------------------------- | ------ |
| Олімпійський кваліфікаційний турнір з боротьби 2016 (Алжир)    | Нігерія | жіноча боротьба, до 58 кг | Срібло |
| Золотий Гран-прі з боротьби 2016                               | Нігерія | жіноча боротьба, до 63 кг | 12     |
| Гран-прі Німеччини з боротьби 2019                             | Нігерія | жіноча боротьба, до 62 кг | 17     |
| Турнір Дана Колова — Николи Петрова 2019                       | Нігерія | жіноча боротьба, до 62 кг | 15     |
| Меморіал Маттео Пелліконе 2020                                 | Нігерія | жіноча боротьба, до 62 кг | 7      |
| Олімпійський кваліфікаційний турнір з боротьби 2020 (Хаммамет) | Нігерія | жіноча боротьба, до 62 кг | Срібло |
| Відкритий чемпіонат Польщі з боротьби 2021                     | Нігерія | жіноча боротьба, до 62 кг | 11     |

### Виступи на змаганнях молодших вікових груп
| Змагання                                       | Збірна  | Вагова категорія          | Місце  |
| ---------------------------------------------- | ------- | ------------------------- | ------ |
| Чемпіонат Африки з боротьби серед юніорів 2010 | Нігерія | жіноча боротьба, до 55 кг | Золото |